# Thiên hoàng Go-Reizei
Thiên hoàng Hậu Lãnh Tuyền (後冷泉天皇 Go-Reizei-Tenno, 28 tháng 8 năm 1025 - 22 tháng 5 năm 1068) là Thiên hoàng thứ 70 của Nhật Bản theo danh sách kế thừa truyền thống
Triều đại của Go-Reizei kéo dài trong những năm 1045-1068.

## Tường thuật truyền thống
Trước khi lên ngôi, ông có tên cá nhân (imina) là Chikahito -shinnō (親仁親王).
Ông là con trai cả của Hoàng đế Go-Suzaku. Mẹ ông là Fujiwara no Kishi (藤原嬉子), trước đây gọi là Naishi-no kami, con gái của Fujiwara no Michinaga.
Go-Reizei có ba hoàng hậu, nhưng không người nào có con.

## Lên ngôi Thiên hoàng
Ngày 05 tháng 2 năm 1045 (Kantoku thứ 2, ngày 16 tháng 1): Thiên hoàng Go-Suzaku thoái vị và con trai cả của ông, thân vương Chikahito mới 20 tuổi đã lên ngôi, hiệu là Thiên hoàng Go-Reizei. Ông cải niên hiệu của cha mình thành niên hiệu Kantoku nguyên niên (1045 - 1046).
Năm 1051, viên tướng Abe no Sadatō và Munetō nổi loạn chống chính quyền Thiên hoàng ở tỉnh Michinoku (tức tỉnh Mutsu) ở phía Bắc nước Nhật. Để đối phó, Thiên hoàng cử viên thống đốc tỉnh mới đến là Minamoto no Yoriyoshi, phong ông ta làm Shogun để dẹp loạn. Cuộc nổi loạn của họ Abe kéo dài đến năm 1062 mới bị dập tắt hoàn toàn.
Ngày 22 tháng 5 năm 1068, ông qua đời đột ngột mà không có người thừa kế trực tiếp. Thân vương Takahito (35 tuổi), em trai của ông sẽ lên ngôi, hiệu là Thiên hoàng Go-Sanjō.

### Kugyō
- Kampaku, Fujiwara Yorimichi, 992-1074.
- Kampaku, Fujiwara Norimichi, 997-1075.
- Daijō daijin, Fujiwara Yorimichi.
- Tả đại thần, Fujiwara Norimichi.
- tả đại thần
- Hữu đại thần, Fujiwara Sanesuke, 957-1046.
- Hữu đại thần, Fujiwara Yorimune, 993-1065.
- Hữu đại thần, Fujiwara Morozane, 1042-1101.
- Nadaijin, Minamoto Morofusa, 1009-1077.
- đại nạp ngôn

nengō
- Kantoku (1044-1046)
- Eishō (1046-1053)
- Tengi (1053-1058)
- Kōhei (1058-1065)
- Jiryaku (1065-1069)

## Gia đình
- Empress (chūgū): công chúa Akiko / Shoshi (章子内親王) (1026-1105), con gái đầu tiên của Thiên hoàng Go-Ichijō
- Empress (Kogo): Fujiwara no Hiroko / Kanshi (藤原寛子) (1036-1127), con gái lớn của Fujiwara no Yorimichi (藤原頼通)
- Empress (Kogo): Fujiwara no Kanshi (藤原歓子) (1021-1102), con gái thứ hai của Fujiwara no Norimichi (藤原教通)